# Hugh Gregg
Hugh Gregg, född 22 november 1917 i Nashua i New Hampshire, död 24 september 2003 i Lebanon i New Hampshire, var en amerikansk republikansk politiker. Han var New Hampshires guvernör 1953–1955. Han var far till Judd Gregg.
Gregg efterträdde 1953 Sherman Adams som guvernör och efterträddes 1955 av Lane Dwinell.